# Luca Ragazzi
Luca Ragazzi, né le 20 février 1971 à Rome, est un cinéaste, metteur en scène et journaliste italien.

## Biographie
Après avoir étudié  les lettres classiques et la philosophie à « La Sapienza », Luca Ragazzi devient journaliste en  1996, et s'occupe de critique cinématographique.
Claudio Bonivento lui donne en 2000 un petit rôle dans son film Le giraffe, avec Sabrina Ferilli et Veronica Pivetti. Quelques mois plus tôt en 1999, il fait la connaissance de Gustav Hofer qui lui sert de documentaliste et les deux hommes commencent leur relation sentimentale. Ils emménagent ensemble quelques mois plus tard. Ils écrivent, dirigent et présentent des films documentaires de société, dont le documentaire autobiographique Soudain l'hiver dernier ou Homophobie à l'italienne (2008) les fait connaître d'un grand public international, obtenant une mention spéciale du prix du jury Manfred Salzberger, ainsi que le Ruban d'argent en 2009, pour le meilleur documentaire de l'année.
Les deux hommes présentent aussi en 2011 Italy: Love It, or Leave It sur le choix de l'émigration. Le troisième film du couple Hofer-Ragazzi sort en 2013 avec le titre de What Is Left?, traitant de la crise de la gauche italienne. Le film est montré au Minneapolis International Filmfestival, aux Hot Docs à Toronto ainsi qu'à Bruxelles. Le documentaire est sorti en salle en Allemagne, en Italie et en 2015 au Canada. Leur film Diktatorship - Fallo e basta! sort en 2019.

## Crédit d'auteurs
- (it) Cet article est partiellement ou en totalité issu de l’article de Wikipédia en italien intitulé « Luca Ragazzi » (voir la liste des auteurs).